# Mallotus spinifructus
Mallotus spinifructus là một loài thực vật có hoa trong họ Đại kích. Loài này được Welzen & S.E.C.Sierra mô tả khoa học đầu tiên năm 2006.